# New General Catalogue

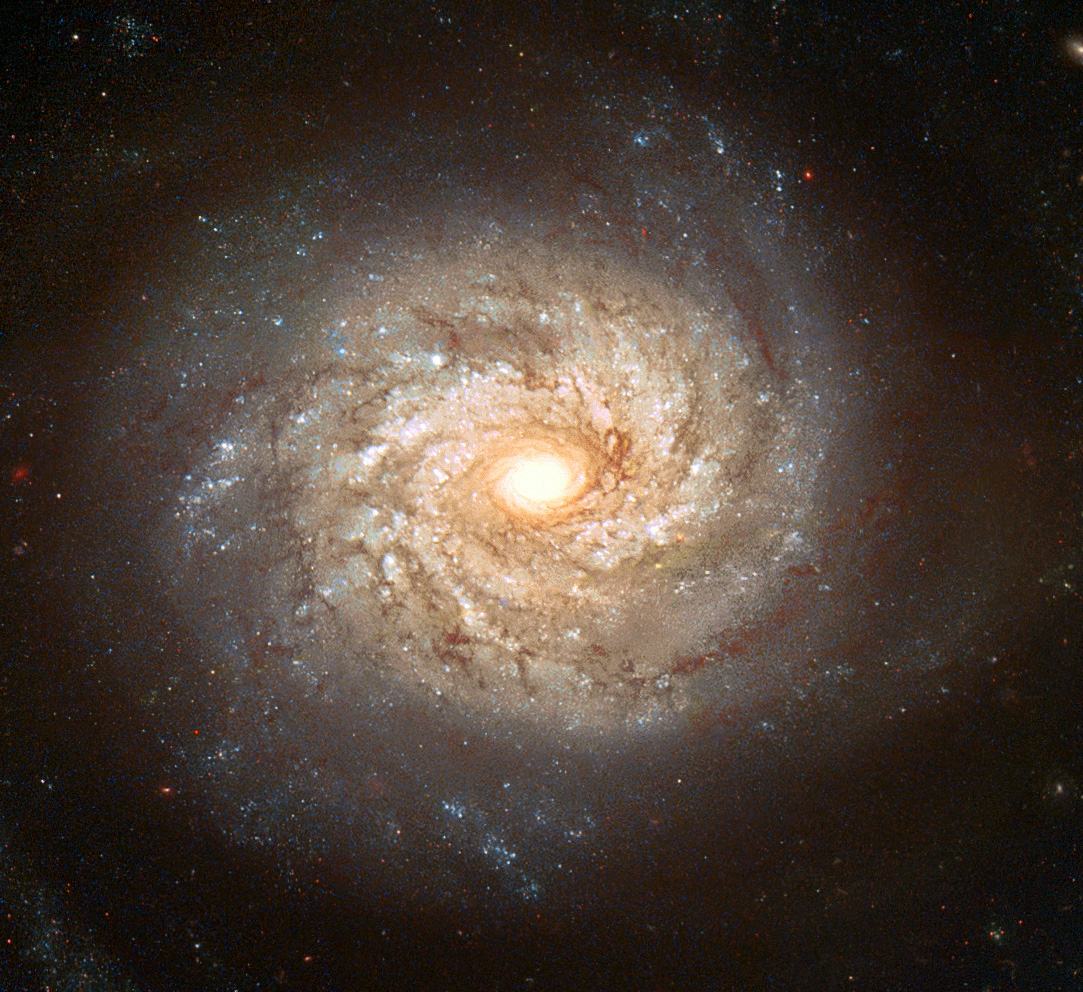
Le catalogue NGC répertorie des objets du ciel profond, comme NGC 3982.

Le New General Catalogue of Nebulae and Clusters of Stars ou NGC (en français « Nouveau catalogue général de nébuleuses et d'amas d'étoiles ») est l'un des catalogues astronomiques les plus connus dans le domaine de l'astronomie amateur, avec le catalogue Messier.

## Description
Il contient 7 840 objets du ciel profond (principalement des galaxies, mais aussi d'autres types) recensés par John Dreyer jusqu'en 1888, date de première parution du catalogue dans les Memoirs of the Royal Astronomical Society,. Ce catalogue est une révision et un élargissement du General Catalogue de John Herschel, paru en 1864, auquel il apporte de nombreuses améliorations. Dreyer a classé les objets du NGC en fonction de leur ascension droite, ce qui permet de déduire le meilleur moment de l'année pour les observer. La ligne d'origine des numéros NGC est la ligne d'ascension droite 0 heure (passant près de la frontière entre les constellations de Pégase et d'Andromède). Ainsi, l'objet NGC 1 se situe à une ascension droite de 0 h et les numéros des objets NGC vont dans l'ordre croissant vers les ascensions droites croissantes, c'est-à-dire vers l'est. Malgré la difficulté d'observation que présentent certains de ces objets, le NGC est très prisé non seulement des amateurs, mais aussi des professionnels qui ont ainsi accès aux objets les plus accessibles du ciel profond – nombre d'objets NGC ont ainsi fait l'objet d'études approfondies. Néanmoins, ce catalogue contenait encore de nombreux doublons et imprécisions et a donc été remplacé par le RNGC (Revised New General Catalogue), dressé par Sulentic et Tifft (1973).
John Dreyer ayant poursuivi ses investigations après la publication du NGC, il présenta en 1895 et en 1908 (version augmentée) un catalogue complémentaire de 5 386 objets, le catalogue IC (Index Catalogue I et II), qui porta le nombre d'objets répertoriés par Dreyer à plus de 13 000. Les objets des catalogues NGC et IC originaux ont finalement été partiellement corrigés en 1988 (soit exactement un siècle après le catalogue NGC original) par Roger Sinnott pour former le catalogue NGC 2000.0 qui est utilisé aujourd'hui. Un autre projet de correction des NGC et IC est le Projet NGC/IC. La correction la plus complète des NGC et IC est faite par Wolfgang Steinicke, ancien collaborateur du project NGC/IC — cette version est utilisée par de nombreux systèmes informatisés de contrôles de télescope et sa dernière mise à jour a été publié le 2 février 2021.

## Quelques objets célèbres du NGC (hors Messier)
La constellation où se trouvent les objets figure entre parenthèses.

### Galaxies
- NGC 55 (Scl) : une belle galaxie irrégulière vue par la tranche ;
- NGC 253 (Scl) : la galaxie du Sculpteur, brillante et étendue ;
- NGC 292 (Tuc) : le Petit Nuage de Magellan, une galaxie satellite de la nôtre ;
- NGC 891 (And) : le prototype de la galaxie vue par la tranche qui présente une bande d'absorption et une symétrie quasi parfaite ;
- NGC 2403 (Cam) : une galaxie spirale remarquable ;
- NGC 3628 (Leo) : vue de profil avec une belle bande d'absorption, cette galaxie forme avec M65 et M66 le fameux Triplet du Lion ;
- NGC 4038 et  4039 (Crv) : les Antennes, couple de galaxies en interaction ;
- NGC 4565 (Com) : une galaxie assez étendue et très fine (vue par la tranche) comportant une mince bande d'absorption ;
- NGC 4631 (CVn) : la galaxie de la Baleine, brillante, allongée et déformée par un petit compagnon avec lequel elle interagit ;
- NGC 4889 (Com) : une galaxie elliptique super-géante avec un trou noir supermassif
- NGC 5128 (Cen) : Centaurus A, une galaxie qui est également une puissante radiosource ;
- NGC 5195 (CVn) : le compagnon de M51 (la célèbre galaxie du Tourbillon) ;
- NGC 5907 (Dra) : la galaxie du Couteau (the Knife Edge) ou Splinter Galaxy (littéralement : galaxie de l'Écharde), l'une des galaxies les plus effilées du NGC.

### Amas d'étoiles
- NGC 104 (Tuc) : 47 du Toucan, le deuxième amas globulaire le plus brillant, situé en périphérie du Petit Nuage de Magellan  ;
- NGC 457 (Cas) : l'amas du Hibou (aussi appelé E.T.), amas ouvert brillant centré sur φ Cassiopée ;
- NGC 869 et  884 (Per) : le double amas de Persée, l'un des amas ouverts les plus connus des amateurs ;
- NGC 2362 (CMa) : un amas ouvert brillant dominé par τ du Grand Chien ;
- NGC 2419 (Lyn) : le Vagabond Intergalactique (Intergalactic Wanderer) un petit amas globulaire qui présente la particularité de ne pas être directement rattaché à la Galaxie mais au contraire de vagabonder à des distances inhabituelles ;
- NGC 3532 (Car) : l'amas du Puits aux Vœux (Willing Well Cluster en anglais) ;
- NGC 4755 (Cru) : la Boîte à Bijoux, amas ouvert coloré de l'hémisphère austral ;
- NGC 5139 (Cen) : Omega Centauri, l'amas globulaire le plus brillant du ciel ;
- NGC 6791 (Lyr) : Un des plus vieux amas ouvert de la galaxie d'environ 8 milliards d'années ;
- NGC 7142 (Cep) : un amas ouvert.
- NGC 7789 (Cas) : un amas ouvert exceptionnellement dense et riche (dit aussi The White Rose).

### Nébuleuses
- NGC 1499 (Per) : la nébuleuse Californie, nébuleuse en émission très étendue ;
- NGC 1909 (Ori) : la Tête de Sorcière (Witch Head Nebula), une nébuleuse immense qui reflète la lumière bleutée de Rigel ;
- NGC 1977 (Ori) : le Coureur, une nébuleuse par réflexion située à proximité immédiate de la Nébuleuse d'Orion ;
- NGC 2070 (Dor) : la nébuleuse de la Tarentule, sise dans le Grand Nuage de Magellan et parfois appelée 30 Doradus ;
- NGC 2237,  2238,  2239,  2244 et  2246 (Mon) : la nébuleuse de la Rosette et son amas d'étoiles ;
- NGC 2261 (Mon) : la nébuleuse variable de Hubble, une petite nébuleuse par réflexion brillante de forme cométaire ;
- NGC 2359 (CMa) : le Casque de Thor, une bulle de Wolf-Rayet brillante ;
- NGC 2392 (Gem) : la nébuleuse de l'Esquimau (ou Nébuleuse du Clown), une nébuleuse planétaire relativement petite mais brillante ;
- NGC 3242 (Hya) : le Fantôme de Jupiter, une petite nébuleuse planétaire brillante ;
- NGC 3372 (Car) : la nébuleuse de la Carène, l'une des nébuleuses en émission les plus spectaculaires avec celle d'Orion ;
- NGC 6543 (Dra) : la nébuleuse de l'Œil de Chat, petite nébuleuse planétaire brillante ;
- NGC 6888 (Cyg) : la nébuleuse du Croissant, une bulle de Wolf-Rayet ;
- NGC 6960, 6992 et 6995 (Cyg) : les parties les plus brillantes des Dentelles du Cygne, l'un des rémanents de supernova les plus spectaculaires ;
- NGC 7000 (Cyg) : la nébuleuse de l'Amérique du Nord (ou plus communément North America), une nébuleuse diffuse très étendue ;
- NGC 7009 (Aqr) : la nébuleuse Saturne, une nébuleuse planétaire étonnante qui présente deux excroissances symétriques évoquant les anneaux de Saturne ;
- NGC 7293 (Aqr) : la nébuleuse de l'Hélice, l'une des nébuleuses planétaires les plus proches de nous ;
- NGC 7662 (And) : la nébuleuse de la Boule de Neige bleue (plus connue sous le nom de Blue Snowball), une petite nébuleuse planétaire brillante.